# 有住直介
有住 直介（ありずみ なおすけ、1918年7月11日 - 2007年12月6日）は、日本の気象技官。気象庁長官を務めた。

## 来歴・人物
東京都出身。1942年に東京帝国大学理学部物理学科を卒業し、同年に気象庁に入庁。1973年に福岡管区気象台長、1974年に観測部長を経て、1976年から1978年までに長官を務めた。1980年に芝浦工業大学講師、1984年に宇宙開発事業団理事を歴任。
2007年12月6日に虚血性心疾患のために死去。89歳没。